# Subdivisões do Paquistão

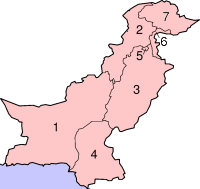
As províncias, territórios e outras áreas do Paquistão

O território paquistanês reconhecido internacionalmente subdivide-se em quatro províncias e dois territórios. Ademais, a porção da Caxemira que é governada pelo Paquistão divide-se em duas unidades administrativas separadas.
As províncias paquistanesas dividem-se em 105 distritos, chamados zillas. Estes, por sua vez, subdividem-se em tehsils (algo como condados). Os tehsils contêm vilarejos ou municípios.

## Províncias
As províncias do Paquistão são as seguintes, com suas respectivas capitais:
1. Baluchistão - Quetta
2. Khyber Pakhtunkhwa - Pexauar
3. Panjabe - Laore
4. Sinde - Carachi

## Territórios
1. Território da Capital Islamabade - Islamabade
2. Território Federal das Áreas Tribais - Pexauar

## Partes da Caxemira administradas pelo Paquistão
1. Caxemira Livre (ou Azad Kashmir: "azad" significa "livre" em urdu) - Muzaffarabad
2. Guilguite-Baltistão- Guilguite
| - v - d - e Tópicos do Paquistão | - v - d - e Tópicos do Paquistão | - v - d - e Tópicos do Paquistão |
| --- | --- | -------------------------------- |
| - Bandeira - Brasão - Hino - Cultura - Demografia - Economia - Forças Armadas - Geografia - História - Política - Religião - Subdivisões - Imagens - Portal | - Bandeira - Brasão - Hino - Cultura - Demografia - Economia - Forças Armadas - Geografia - História - Política - Religião - Subdivisões - Imagens - Portal | Bandeira do Paquistão            |